# 心の瞳 (坂本九の曲)
「心の瞳」（こころのひとみ）は、坂本九の楽曲。作詞は荒木とよひさ、作曲は三木たかしである。原曲版の編曲は、荒木・三木コンビ作品の編曲を多く手掛けた川口真である。合唱曲版は、坂本九の生前最後のラジオ番組で「心の瞳」を聴いた中学校の音楽教師が、生徒の合唱のために編曲をして広まった。

## 概要
この曲は、1984年に東芝EMI（現在のユニバーサルミュージック）から独立して発足したレコード会社・ファンハウス（現在のソニー・ミュージックレーベルズ）移籍後初のシングル「懐しきlove-song」のB面（C/W）曲として1985年5月22日に発売された。坂本が同年8月12日に発生した日本航空123便墜落事故によって死去したため、このシングルは結果的に坂本の遺作となった。坂本九の妻・柏木由紀子によると、「心の瞳」は愛の歌である。この愛の歌のテーマは、坂本九の長女・大島花子によると、長年連れ添った夫婦や家族の絆である。
坂本が東芝EMIからファンハウスに移籍しようとしていた当時の日本においては、自ら作詞・作曲をするシンガーソングライターの時代が既に到来していた。東芝の大スターといえども、職業作家が作った曲を歌う坂本にとって、従来のように売れる時代ではなかった。東芝EMI所属時代の坂本は、時代とともに新曲レコードを出したくても出してもらえなくなり、新曲レコードの発表は年々減っていた。1961年に発表した「上を向いて歩こう」が大ヒットした栄光は、もはや過去のものであった。このような苦境に立たされていたことによって、坂本は家族を拠り所にしたのであると考えられる。坂本はファンハウス代表取締役の新田和長と、今後の方向性について話し合った。自ら作って自ら歌うスタイルもやろうとか、色々な話をして、作詞家・荒木とよひさ、作曲家・三木たかしの2人の名前が挙がった。荒木と三木の2人は、三木が作曲した言葉にならない音楽に荒木が詞を書いて、当時テレサ・テンを大ヒットさせていたコンビである。坂本、新田、荒木、三木たちは同世代で、自分たちの世代の歌を求め意気投合した。坂本は、どういう歌を歌いたいのか、荒木と三木に話をした。荒木と三木は、シングルレコードのための曲となる「懐しきlove-song」を作った。この曲はリリース翌月にNHK「古賀政男記念音楽大賞」に入賞した。更に荒木と三木は、ヒットには拘らずに坂本の妻へ本当の気持ちを伝えるラブソングと、ステージの最後に歌うような曲ができたら良いと、「心の瞳」を作った。
「心の瞳」のレコーディングを終えた坂本九はこの曲を家に持ち帰り、妻の柏木由紀子に「ゆっこ!」、と声をかけた。「カセットテープだったと思うんですけど」、と柏木由紀子は証言する。「ゆっこ! ぼくたちのことを歌ったような曲だよ! 聴いたらきっと、泣いちゃうよ!」、と柏木由紀子は坂本九から告げられ、この曲は坂本九のお気に入りだったようだ。長女の大島花子は、「父が新曲を持って帰ってくる!」というのが初めての出来事であり、家族で聴いて、とても楽しかった思い出であると話している。田家秀樹は「『心の瞳』は、坂本がようやく手にした理想の音楽だったに違いない」と評している。
墜落事故当日の1985年8月12日には、NHK505スタジオで収録された公開録音『歌謡スペシャル 秋一番!坂本九』（9月1日放送）において、羽田健太郎のピアノ伴奏（1番のみ）とともにこの曲が歌われた。トワ・エ・モワの芥川澄夫（「心の瞳」レコーディング・ディレクター）によると、坂本はこの曲が完成した時、コンサートのアンコールに歌う曲ができたと喜んでいた。しかしながら事故により、コンサートでの披露がついに実現することはなかった。その後、坂本の葬儀において、音源での父の歌声をのせる形で、長女の大島花子がこの曲をピアノで演奏した。
ファンハウス代表取締役の新田和長は悔いが残った。立ち上がりの遅いB面に収録された「心の瞳」を、何故もっと売り込まなかったのか、新田は坂本に対して申し訳ない気持ちで一杯だった。
坂本の没後、千葉県市川市の中学校に勤務する音楽教師の長谷川剛は、坂本の生前最後のラジオ収録番組『歌謡スペシャル 秋一番!坂本九』を聴いていた。その頃の長谷川は、「合唱の授業で生徒が歌わない」と悩んでいた。1970年代半ばから1980年代にかけて日本の中学校は校内暴力が吹き荒れていた。1980年前後に校内暴力は全国的にピークに達し、1983年には第二次大戦後の非行多発「第三の波」が押し寄せた。1985年頃にはいじめや不登校の急増という新たな問題にも直面していた。校内暴力は管理教育に対する子どもたちの究極的な抵抗手段でもあった。当時の千葉県は愛知県と並び強烈な管理教育で知られ、管理が厳しい地域ほど荒れた。厳しい管理教育は、市川市、松戸市、船橋市が、いわゆる「ヤンキー」と呼ばれる非行少年たちの中心地域として形成された要因である。坂本生前最後のラジオ番組で「心の瞳」を聴いた長谷川は思い立った。「歌に不思議な力がある。子どもたちに歌わせたい」と長谷川は録音していたカセットテープを基に「心の瞳」を合唱曲として編曲した。生徒たちはこの歌を歌い、この合唱曲は、1986年3月の卒業式でも歌われた。生徒の保護者がこの卒業式をテープに録音していた。保護者は、このテープを柏木由紀子のもとへ送った。柏木は保護者に「皆様の心の中に坂本九がずっとずっと生き続けて下さることが出来たら……とても幸せです」と手紙を書き、ここに「心の瞳」収録レコードを同封した。市川市の中学校で歌われた合唱曲は、人づてに近隣の学校などに広がり、後に、滝口亮介をはじめとして、横山潤子、梅垣達志といった、多くの音楽家によっても編曲されている。これは、関係者にとっては予想外の展開だったという。
「心の瞳」は中学校の音楽の教科書に合唱曲として掲載される歌になり、ある学校教師からは「坂本九の人生、夫婦愛、家族愛を道徳の授業で扱っています」という手紙が柏木のもとに届いた。合唱曲としての知名度が高くなった後は、混声3部合唱として、中学生を中心に広く歌われ親しまれている。合唱曲版の歌詞は1番の「足あと」と2番の「人生」が入れ替わっている場合も多い。2006年に、教育出版発行の中学校の音楽教科書に掲載された。
柏木由紀子、長女の大島花子、次女の舞坂ゆき子はその後、2004年9月8日に「maman et ses filles」（ママ・エ・セフィーユ）名義でミニアルバム『心の瞳』をリリースする。この曲については、3人での歌唱バージョンのほか、品川女子学院の生徒が参加した合唱バージョンも収録されている。このCDリリースもあって、歌番組などでは、3人がこの曲を披露することが多い。
2006年から、柏木由紀子、大島花子、舞坂ゆき子の3人は、毎年クリスマスに「Christmas Concert」を開催している。コンサート開催当時、中学生たちから、「心の瞳」を歌っている、というたくさんの手紙が柏木たちのもとに届いていた。このたくさんの手紙をきっかけに、自分たち家族も歌い継ごうとコンサートを開催することになった。このコンサートで歌唱する「心の瞳」は坂本九の歌声を重ねてコーラスをする。
2010年、ニッポン放送『小倉淳の早起きGoodDay!』の最終回（6月24日放送）に、番組内のコーナー〝心に残るあの歌・この歌〟で柏木由紀子が「心の瞳」をリクエスト曲に選んだ。
2017年12月6日、新田和長がプロデューサー兼デイレクターを担当したCDシングル「心の瞳」が、坂本の三十三回忌を期し、2017年のクリスマスに向けて発売された。新田は坂本の妻子にコーラスを任せることによる公私の是非には迷いがあったが、「一番売れているコーラスの人たちに何回も入ってもらったんですけど馴染まない。どこか違う。柏木さん、花子さん、舞子さんの歌が入った時、違って聞こえた。九ちゃんの声が幸せそうに聞こえた。後から加えた感じがしない。最初からこうあるべきだったんだね、というくらいにしっくりくる。不思議だなあと思いますね」と、家族のコーラス入りの「心の瞳」リリースが実現した。

## 収録盤

### シングルレコード
- 「懐しきlove-song」（1985年5月22日 07FA-1038 ファンハウス）

1. 懐しきlove-song
  - 作詞：荒木とよひさ、作曲：三木たかし、編曲：川口真
2. 心の瞳
  - 作詞：荒木とよひさ、作曲：三木たかし、編曲：川口真

### CDシングル
- 「心の瞳」（2017年12月6日 UPCY-5055 ユニバーサル ミュージック）

1. 心の瞳 (コーラス入り) [5:55]
  - ボーカル：坂本九、コーラス（バッキング・ボーカル）：柏木由紀子/大島花子/舞坂ゆき子、作詞：荒木とよひさ、作曲：三木たかし、編曲：川口真
2. 心の瞳 (合唱バージョン) [5:53]
  - ボーカル：あい混声合唱団[* 7]、指揮：相澤直人、作詞：荒木とよひさ、作曲：三木たかし、編曲：横山潤子
3. 心の瞳 (カラオケ) [5:52]
  - 作詞：荒木とよひさ、作曲：三木たかし、編曲：川口真

- コーラスやストリングスが追加されたものである。

### CDアルバム
- 『坂本九シングル全集』（2004年7月22日 TOCT-25419 東芝EMI）収録。二十周忌。川口真編曲。
- 『坂本九 メモリアル・ベスト』（2004年8月4日 TOCT-25439 東芝EMI）収録。二十周忌。川口真編曲。
- 『ベスト坂本九 99』（2007年9月5日 TOCT-26329 EMIミュージック・ジャパン）収録。川口真編曲。
- 『坂本九 ベスト〜心の瞳』（2017年12月6日 UPCY-7456 ユニバーサル ミュージック）収録。三十三回忌。コーラス入り。川口真編曲。ブックレットにエッフェル塔前で撮影された坂本九・柏木由紀子夫妻の未公開写真を掲載[4]。

## カバー
- 一路真輝 - コンピレーション・アルバム『坂本九トリビュートアルバム』（1997年12月10日 TOCT-10013 EMIミュージック・ジャパン）収録。岩代太郎編曲。
- タンポポ児童合唱団 - コンピレーション・アルバム『想い出がいっぱい〜旅立ちの日に 3〜』（2004年2月4日 KICS-1063 キングレコード）収録。米山拓巳編曲。
- maman et ses filles - ミニアルバム『心の瞳』（2004年9月8日 OMCA-3006 オーマガトキ）収録。梅垣達志編曲。柏木由紀子、大島花子、舞坂ゆき子のユニット「maman et ses filles」（ママ・エ・セ・フィーユ）とは、「ママと彼女の娘たち」の意味のフランス語。
- 北田康広 - アルバム『心の瞳』（2006年8月2日 AECC-1008 ユニバーサル・ミュージック）、コンサート会場限定販売『Mind's eye マインズアイ～心の瞳～』（2010年11月4日 MEAC-0002 マインズアイ）、ベストアルバム『見上げてごらん夜の星を』（2016年11月17日 MEAC-0003 マインズアイ）収録。山崎茂指揮。埼玉室内オーケストラ演奏。からたちの会コーラス。
- 保科有里 - アルバム『星になった名曲たち〜三木たかし作品集〜』（2009年10月7日 TKCA-73466 徳間ジャパンコミュニケーションズ）収録。村松充昭編曲。三木たかし追悼アルバム。保科有里は、「心の瞳」の作曲者・三木たかしの唯一の門下生。
- 杏 - カバーアルバム『LIGHTS』（2010年11月10日 ESCL-3568/9 エピックレコードジャパン）収録。本間昭光編曲。
- 夏川りみ - シングル『ゆりかごのうた』（2011年2月9日 VICL-36627 ビクター・エンターテインメント）収録。京田誠一編曲。
- トワ・エ・モワ - アルバム『ブーケ・ド・フルール』（2011年8月24日 KICS-1715 キングレコード）収録。渡辺雅二編曲。
- つるの剛士 - カバーアルバム『つるのうた2』（2012年3月14日 PCCA-03560 ポニーキャニオン）収録。楊慶豪編曲。
- エンレイ - アルバム『悲しみを幸せに…』（2012年5月16日 PCCA-03606 ポニーキャニオン）収録。水島康貴編曲。「平成のテレサ・テン」の異名を持つエンレイのセカンドアルバム。このアルバムは「心の瞳」の作詞者・荒木とよひさが総合プロデュースを務めた。
- 加藤有加利 - コンピレーション・アルバム『ともだちソング 〜そらにくも・きみにぼく〜』（2012年7月18日 COCX-37442 日本コロムビア）収録。内藤友樹編曲。
- 河口恭吾 - コンピレーション・アルバム『もしも明日が 〜三木たかしトリビュート〜』（2012年7月25日 UICZ-4267 ユニバーサル・ミュージック）収録。渡辺泰司編曲。
- 山田和樹指揮 心に花を咲かせよう合唱団[* 8] - アルバム『心に花を咲かせよう』（2012年9月5日 KICS-1815 キングレコード）収録。加藤昌則編曲。
- SAWA - ミニアルバム『ソプラノレイン』（2012年12月19日 BZCS-1094 ベルウッド）収録。
- 神野美伽 - 岩崎宏美とのデュエット。アルバム『矜持（きょうじ）〜Pride〜』（2013年10月9日 KICX-859 キングレコード）収録。小原孝編曲。2013年当時、神野美伽は荒木とよひさの妻。
- 蘭寿とむ - カバーアルバム『麗人 REIJIN』（2015年1月21日 VICL-64278 ビクター・エンターテインメント）収録[14]。三枝伸太郎編曲。
- 田中安茂指揮[* 9] パーチェ・カンターレ混声三部 宮本園子ピアノ演奏 長谷川剛編曲 - アルバム『ビリーブ〜歌い継がれる卒業式のうた・新しい卒業式のうた』（2004年 VICG-60749/50 ビクター・エンターテインメント）、『卒業の歌』（2014年 VICG-41259/60 ビクター・エンターテインメント）他収録。『合唱で聴く 思い出のJ-POPヒットソング』（2017年 VICG-60864/5 ビクター・エンターテインメント）のピアノ演奏は高津麻衣。
- 川上大輔 - シングル「人魚のように」(タイプB)（2017年04月12日 CRCN-8046 クラウン）収録。
- 山田姉妹 - カバーアルバム『ふたつでひとつ 〜心を繋ぐ、歌を継ぐ』（2018年3月7日 COCQ-85416 日本コロムビア）収録。
- 伊波杏樹 - カバーシングル「NamiotO vol 0.5 〜cover collection〜」（2018年4月15日 TGCS-10682）収録。「赤いスイートピー」、「愛があれば大丈夫」とともに全3曲収録。ソニー・ミュージックアーティスツ「SMA VOICE」会員限定販売。2018年4月15日の初単独イベントでもカバーを歌唱[15]。
- 井上芳雄 - アルバム『幸せのピース』（2018年7月25日 ビクター・エンターテインメント）収録
- 陸上自衛隊中部方面音楽隊 ソプラノ:鶫真衣、指揮:柴田昌宜- アルバム『ハレオト～こころが晴れるうた』(2019年5月29日 COCQ-85463 日本コロムビア)収録
- 中澤卓也 - カバーアルバム『繋ぐ Vol.3 ～カバー・ソングス III Elements』（2021年8月4日 CRCN-20475 クラウン）収録。
- 石丸幹二 - カバー・アルバム『with FRIENDS』（2024年11月6日 SICL-30069　BSCD2 SonyMusic）収録。宮田大（チェロ）＆大萩康司（ギター）